# Лошинського тема (тема магніту)
Те́ма Лоши́нського — тема в шаховій композиції. Суть теми — як мінімум у двох варіантах, після ходів лінійної чорної фігури, біла фігура рухається назустріч чорній або переслідує її по одній і тій же лінії, стаючи на сусіднє поле. 

## Історія
Ідею запропонував у 1947 році російський шаховий композитор Лев Ілліч Лошинський (17.01.1913 — 19.02.1976).
В рішенні задачі повинно бути щонайменше два варіанти, у яких на ходи лінійних чорних фігур білі у відповідь рухаються назустріч цим фігурам, або переслідують їх, стаючи на сусіднє з ними поле, причому рух чорних і білих фігур повинен проходити по одній і тій же лінії у кожному варіанті.
Ідея дістала назву — тема Лошинського. В деяких виданнях ця ідея згадується як — тема магніту, оскільки геометричний рух фігур проходить ніби з притягуванням білої фігури до чорної.

## Форми вираження теми
Тема може бути виражена у вигляді переслідування чорної фігури білою, або рух білої фігури назустріч чорній, після того, як чорна зробила хід.

### Переслідування
Лінійна чорна фігура робить хід, після цього по цій же лінії іде біла фігура, ніби наздоганяючи чорну, і біля неї на сусідньому полі зупиняється.
|   | a | b | c | d | e | f | g | h |   |
| 8 | b8 чорний ферзь · c8 чорний слон · d8 чорний кінь · h8 білий слон · b6 чорний пішак · h6 чорний пішак · b5 білий ферзь · e5 чорний кінь · d4 чорна тура · e4 білий пішак · f4 чорний король · g4 чорний пішак · h4 білий пішак · d3 біла тура · g3 білий кінь · a2 білий слон · e2 білий пішак · f2 білий пішак · a1 білий король · c1 білий кінь · f1 біла тура · g1 чорна тура | b8 чорний ферзь · c8 чорний слон · d8 чорний кінь · h8 білий слон · b6 чорний пішак · h6 чорний пішак · b5 білий ферзь · e5 чорний кінь · d4 чорна тура · e4 білий пішак · f4 чорний король · g4 чорний пішак · h4 білий пішак · d3 біла тура · g3 білий кінь · a2 білий слон · e2 білий пішак · f2 білий пішак · a1 білий король · c1 білий кінь · f1 біла тура · g1 чорна тура | b8 чорний ферзь · c8 чорний слон · d8 чорний кінь · h8 білий слон · b6 чорний пішак · h6 чорний пішак · b5 білий ферзь · e5 чорний кінь · d4 чорна тура · e4 білий пішак · f4 чорний король · g4 чорний пішак · h4 білий пішак · d3 біла тура · g3 білий кінь · a2 білий слон · e2 білий пішак · f2 білий пішак · a1 білий король · c1 білий кінь · f1 біла тура · g1 чорна тура | b8 чорний ферзь · c8 чорний слон · d8 чорний кінь · h8 білий слон · b6 чорний пішак · h6 чорний пішак · b5 білий ферзь · e5 чорний кінь · d4 чорна тура · e4 білий пішак · f4 чорний король · g4 чорний пішак · h4 білий пішак · d3 біла тура · g3 білий кінь · a2 білий слон · e2 білий пішак · f2 білий пішак · a1 білий король · c1 білий кінь · f1 біла тура · g1 чорна тура | b8 чорний ферзь · c8 чорний слон · d8 чорний кінь · h8 білий слон · b6 чорний пішак · h6 чорний пішак · b5 білий ферзь · e5 чорний кінь · d4 чорна тура · e4 білий пішак · f4 чорний король · g4 чорний пішак · h4 білий пішак · d3 біла тура · g3 білий кінь · a2 білий слон · e2 білий пішак · f2 білий пішак · a1 білий король · c1 білий кінь · f1 біла тура · g1 чорна тура | b8 чорний ферзь · c8 чорний слон · d8 чорний кінь · h8 білий слон · b6 чорний пішак · h6 чорний пішак · b5 білий ферзь · e5 чорний кінь · d4 чорна тура · e4 білий пішак · f4 чорний король · g4 чорний пішак · h4 білий пішак · d3 біла тура · g3 білий кінь · a2 білий слон · e2 білий пішак · f2 білий пішак · a1 білий король · c1 білий кінь · f1 біла тура · g1 чорна тура | b8 чорний ферзь · c8 чорний слон · d8 чорний кінь · h8 білий слон · b6 чорний пішак · h6 чорний пішак · b5 білий ферзь · e5 чорний кінь · d4 чорна тура · e4 білий пішак · f4 чорний король · g4 чорний пішак · h4 білий пішак · d3 біла тура · g3 білий кінь · a2 білий слон · e2 білий пішак · f2 білий пішак · a1 білий король · c1 білий кінь · f1 біла тура · g1 чорна тура | b8 чорний ферзь · c8 чорний слон · d8 чорний кінь · h8 білий слон · b6 чорний пішак · h6 чорний пішак · b5 білий ферзь · e5 чорний кінь · d4 чорна тура · e4 білий пішак · f4 чорний король · g4 чорний пішак · h4 білий пішак · d3 біла тура · g3 білий кінь · a2 білий слон · e2 білий пішак · f2 білий пішак · a1 білий король · c1 білий кінь · f1 біла тура · g1 чорна тура | 8 |
| 7 | b8 чорний ферзь · c8 чорний слон · d8 чорний кінь · h8 білий слон · b6 чорний пішак · h6 чорний пішак · b5 білий ферзь · e5 чорний кінь · d4 чорна тура · e4 білий пішак · f4 чорний король · g4 чорний пішак · h4 білий пішак · d3 біла тура · g3 білий кінь · a2 білий слон · e2 білий пішак · f2 білий пішак · a1 білий король · c1 білий кінь · f1 біла тура · g1 чорна тура | b8 чорний ферзь · c8 чорний слон · d8 чорний кінь · h8 білий слон · b6 чорний пішак · h6 чорний пішак · b5 білий ферзь · e5 чорний кінь · d4 чорна тура · e4 білий пішак · f4 чорний король · g4 чорний пішак · h4 білий пішак · d3 біла тура · g3 білий кінь · a2 білий слон · e2 білий пішак · f2 білий пішак · a1 білий король · c1 білий кінь · f1 біла тура · g1 чорна тура | b8 чорний ферзь · c8 чорний слон · d8 чорний кінь · h8 білий слон · b6 чорний пішак · h6 чорний пішак · b5 білий ферзь · e5 чорний кінь · d4 чорна тура · e4 білий пішак · f4 чорний король · g4 чорний пішак · h4 білий пішак · d3 біла тура · g3 білий кінь · a2 білий слон · e2 білий пішак · f2 білий пішак · a1 білий король · c1 білий кінь · f1 біла тура · g1 чорна тура | b8 чорний ферзь · c8 чорний слон · d8 чорний кінь · h8 білий слон · b6 чорний пішак · h6 чорний пішак · b5 білий ферзь · e5 чорний кінь · d4 чорна тура · e4 білий пішак · f4 чорний король · g4 чорний пішак · h4 білий пішак · d3 біла тура · g3 білий кінь · a2 білий слон · e2 білий пішак · f2 білий пішак · a1 білий король · c1 білий кінь · f1 біла тура · g1 чорна тура | b8 чорний ферзь · c8 чорний слон · d8 чорний кінь · h8 білий слон · b6 чорний пішак · h6 чорний пішак · b5 білий ферзь · e5 чорний кінь · d4 чорна тура · e4 білий пішак · f4 чорний король · g4 чорний пішак · h4 білий пішак · d3 біла тура · g3 білий кінь · a2 білий слон · e2 білий пішак · f2 білий пішак · a1 білий король · c1 білий кінь · f1 біла тура · g1 чорна тура | b8 чорний ферзь · c8 чорний слон · d8 чорний кінь · h8 білий слон · b6 чорний пішак · h6 чорний пішак · b5 білий ферзь · e5 чорний кінь · d4 чорна тура · e4 білий пішак · f4 чорний король · g4 чорний пішак · h4 білий пішак · d3 біла тура · g3 білий кінь · a2 білий слон · e2 білий пішак · f2 білий пішак · a1 білий король · c1 білий кінь · f1 біла тура · g1 чорна тура | b8 чорний ферзь · c8 чорний слон · d8 чорний кінь · h8 білий слон · b6 чорний пішак · h6 чорний пішак · b5 білий ферзь · e5 чорний кінь · d4 чорна тура · e4 білий пішак · f4 чорний король · g4 чорний пішак · h4 білий пішак · d3 біла тура · g3 білий кінь · a2 білий слон · e2 білий пішак · f2 білий пішак · a1 білий король · c1 білий кінь · f1 біла тура · g1 чорна тура | b8 чорний ферзь · c8 чорний слон · d8 чорний кінь · h8 білий слон · b6 чорний пішак · h6 чорний пішак · b5 білий ферзь · e5 чорний кінь · d4 чорна тура · e4 білий пішак · f4 чорний король · g4 чорний пішак · h4 білий пішак · d3 біла тура · g3 білий кінь · a2 білий слон · e2 білий пішак · f2 білий пішак · a1 білий король · c1 білий кінь · f1 біла тура · g1 чорна тура | 7 |
| 6 | b8 чорний ферзь · c8 чорний слон · d8 чорний кінь · h8 білий слон · b6 чорний пішак · h6 чорний пішак · b5 білий ферзь · e5 чорний кінь · d4 чорна тура · e4 білий пішак · f4 чорний король · g4 чорний пішак · h4 білий пішак · d3 біла тура · g3 білий кінь · a2 білий слон · e2 білий пішак · f2 білий пішак · a1 білий король · c1 білий кінь · f1 біла тура · g1 чорна тура | b8 чорний ферзь · c8 чорний слон · d8 чорний кінь · h8 білий слон · b6 чорний пішак · h6 чорний пішак · b5 білий ферзь · e5 чорний кінь · d4 чорна тура · e4 білий пішак · f4 чорний король · g4 чорний пішак · h4 білий пішак · d3 біла тура · g3 білий кінь · a2 білий слон · e2 білий пішак · f2 білий пішак · a1 білий король · c1 білий кінь · f1 біла тура · g1 чорна тура | b8 чорний ферзь · c8 чорний слон · d8 чорний кінь · h8 білий слон · b6 чорний пішак · h6 чорний пішак · b5 білий ферзь · e5 чорний кінь · d4 чорна тура · e4 білий пішак · f4 чорний король · g4 чорний пішак · h4 білий пішак · d3 біла тура · g3 білий кінь · a2 білий слон · e2 білий пішак · f2 білий пішак · a1 білий король · c1 білий кінь · f1 біла тура · g1 чорна тура | b8 чорний ферзь · c8 чорний слон · d8 чорний кінь · h8 білий слон · b6 чорний пішак · h6 чорний пішак · b5 білий ферзь · e5 чорний кінь · d4 чорна тура · e4 білий пішак · f4 чорний король · g4 чорний пішак · h4 білий пішак · d3 біла тура · g3 білий кінь · a2 білий слон · e2 білий пішак · f2 білий пішак · a1 білий король · c1 білий кінь · f1 біла тура · g1 чорна тура | b8 чорний ферзь · c8 чорний слон · d8 чорний кінь · h8 білий слон · b6 чорний пішак · h6 чорний пішак · b5 білий ферзь · e5 чорний кінь · d4 чорна тура · e4 білий пішак · f4 чорний король · g4 чорний пішак · h4 білий пішак · d3 біла тура · g3 білий кінь · a2 білий слон · e2 білий пішак · f2 білий пішак · a1 білий король · c1 білий кінь · f1 біла тура · g1 чорна тура | b8 чорний ферзь · c8 чорний слон · d8 чорний кінь · h8 білий слон · b6 чорний пішак · h6 чорний пішак · b5 білий ферзь · e5 чорний кінь · d4 чорна тура · e4 білий пішак · f4 чорний король · g4 чорний пішак · h4 білий пішак · d3 біла тура · g3 білий кінь · a2 білий слон · e2 білий пішак · f2 білий пішак · a1 білий король · c1 білий кінь · f1 біла тура · g1 чорна тура | b8 чорний ферзь · c8 чорний слон · d8 чорний кінь · h8 білий слон · b6 чорний пішак · h6 чорний пішак · b5 білий ферзь · e5 чорний кінь · d4 чорна тура · e4 білий пішак · f4 чорний король · g4 чорний пішак · h4 білий пішак · d3 біла тура · g3 білий кінь · a2 білий слон · e2 білий пішак · f2 білий пішак · a1 білий король · c1 білий кінь · f1 біла тура · g1 чорна тура | b8 чорний ферзь · c8 чорний слон · d8 чорний кінь · h8 білий слон · b6 чорний пішак · h6 чорний пішак · b5 білий ферзь · e5 чорний кінь · d4 чорна тура · e4 білий пішак · f4 чорний король · g4 чорний пішак · h4 білий пішак · d3 біла тура · g3 білий кінь · a2 білий слон · e2 білий пішак · f2 білий пішак · a1 білий король · c1 білий кінь · f1 біла тура · g1 чорна тура | 6 |
| 5 | b8 чорний ферзь · c8 чорний слон · d8 чорний кінь · h8 білий слон · b6 чорний пішак · h6 чорний пішак · b5 білий ферзь · e5 чорний кінь · d4 чорна тура · e4 білий пішак · f4 чорний король · g4 чорний пішак · h4 білий пішак · d3 біла тура · g3 білий кінь · a2 білий слон · e2 білий пішак · f2 білий пішак · a1 білий король · c1 білий кінь · f1 біла тура · g1 чорна тура | b8 чорний ферзь · c8 чорний слон · d8 чорний кінь · h8 білий слон · b6 чорний пішак · h6 чорний пішак · b5 білий ферзь · e5 чорний кінь · d4 чорна тура · e4 білий пішак · f4 чорний король · g4 чорний пішак · h4 білий пішак · d3 біла тура · g3 білий кінь · a2 білий слон · e2 білий пішак · f2 білий пішак · a1 білий король · c1 білий кінь · f1 біла тура · g1 чорна тура | b8 чорний ферзь · c8 чорний слон · d8 чорний кінь · h8 білий слон · b6 чорний пішак · h6 чорний пішак · b5 білий ферзь · e5 чорний кінь · d4 чорна тура · e4 білий пішак · f4 чорний король · g4 чорний пішак · h4 білий пішак · d3 біла тура · g3 білий кінь · a2 білий слон · e2 білий пішак · f2 білий пішак · a1 білий король · c1 білий кінь · f1 біла тура · g1 чорна тура | b8 чорний ферзь · c8 чорний слон · d8 чорний кінь · h8 білий слон · b6 чорний пішак · h6 чорний пішак · b5 білий ферзь · e5 чорний кінь · d4 чорна тура · e4 білий пішак · f4 чорний король · g4 чорний пішак · h4 білий пішак · d3 біла тура · g3 білий кінь · a2 білий слон · e2 білий пішак · f2 білий пішак · a1 білий король · c1 білий кінь · f1 біла тура · g1 чорна тура | b8 чорний ферзь · c8 чорний слон · d8 чорний кінь · h8 білий слон · b6 чорний пішак · h6 чорний пішак · b5 білий ферзь · e5 чорний кінь · d4 чорна тура · e4 білий пішак · f4 чорний король · g4 чорний пішак · h4 білий пішак · d3 біла тура · g3 білий кінь · a2 білий слон · e2 білий пішак · f2 білий пішак · a1 білий король · c1 білий кінь · f1 біла тура · g1 чорна тура | b8 чорний ферзь · c8 чорний слон · d8 чорний кінь · h8 білий слон · b6 чорний пішак · h6 чорний пішак · b5 білий ферзь · e5 чорний кінь · d4 чорна тура · e4 білий пішак · f4 чорний король · g4 чорний пішак · h4 білий пішак · d3 біла тура · g3 білий кінь · a2 білий слон · e2 білий пішак · f2 білий пішак · a1 білий король · c1 білий кінь · f1 біла тура · g1 чорна тура | b8 чорний ферзь · c8 чорний слон · d8 чорний кінь · h8 білий слон · b6 чорний пішак · h6 чорний пішак · b5 білий ферзь · e5 чорний кінь · d4 чорна тура · e4 білий пішак · f4 чорний король · g4 чорний пішак · h4 білий пішак · d3 біла тура · g3 білий кінь · a2 білий слон · e2 білий пішак · f2 білий пішак · a1 білий король · c1 білий кінь · f1 біла тура · g1 чорна тура | b8 чорний ферзь · c8 чорний слон · d8 чорний кінь · h8 білий слон · b6 чорний пішак · h6 чорний пішак · b5 білий ферзь · e5 чорний кінь · d4 чорна тура · e4 білий пішак · f4 чорний король · g4 чорний пішак · h4 білий пішак · d3 біла тура · g3 білий кінь · a2 білий слон · e2 білий пішак · f2 білий пішак · a1 білий король · c1 білий кінь · f1 біла тура · g1 чорна тура | 5 |
| 4 | b8 чорний ферзь · c8 чорний слон · d8 чорний кінь · h8 білий слон · b6 чорний пішак · h6 чорний пішак · b5 білий ферзь · e5 чорний кінь · d4 чорна тура · e4 білий пішак · f4 чорний король · g4 чорний пішак · h4 білий пішак · d3 біла тура · g3 білий кінь · a2 білий слон · e2 білий пішак · f2 білий пішак · a1 білий король · c1 білий кінь · f1 біла тура · g1 чорна тура | b8 чорний ферзь · c8 чорний слон · d8 чорний кінь · h8 білий слон · b6 чорний пішак · h6 чорний пішак · b5 білий ферзь · e5 чорний кінь · d4 чорна тура · e4 білий пішак · f4 чорний король · g4 чорний пішак · h4 білий пішак · d3 біла тура · g3 білий кінь · a2 білий слон · e2 білий пішак · f2 білий пішак · a1 білий король · c1 білий кінь · f1 біла тура · g1 чорна тура | b8 чорний ферзь · c8 чорний слон · d8 чорний кінь · h8 білий слон · b6 чорний пішак · h6 чорний пішак · b5 білий ферзь · e5 чорний кінь · d4 чорна тура · e4 білий пішак · f4 чорний король · g4 чорний пішак · h4 білий пішак · d3 біла тура · g3 білий кінь · a2 білий слон · e2 білий пішак · f2 білий пішак · a1 білий король · c1 білий кінь · f1 біла тура · g1 чорна тура | b8 чорний ферзь · c8 чорний слон · d8 чорний кінь · h8 білий слон · b6 чорний пішак · h6 чорний пішак · b5 білий ферзь · e5 чорний кінь · d4 чорна тура · e4 білий пішак · f4 чорний король · g4 чорний пішак · h4 білий пішак · d3 біла тура · g3 білий кінь · a2 білий слон · e2 білий пішак · f2 білий пішак · a1 білий король · c1 білий кінь · f1 біла тура · g1 чорна тура | b8 чорний ферзь · c8 чорний слон · d8 чорний кінь · h8 білий слон · b6 чорний пішак · h6 чорний пішак · b5 білий ферзь · e5 чорний кінь · d4 чорна тура · e4 білий пішак · f4 чорний король · g4 чорний пішак · h4 білий пішак · d3 біла тура · g3 білий кінь · a2 білий слон · e2 білий пішак · f2 білий пішак · a1 білий король · c1 білий кінь · f1 біла тура · g1 чорна тура | b8 чорний ферзь · c8 чорний слон · d8 чорний кінь · h8 білий слон · b6 чорний пішак · h6 чорний пішак · b5 білий ферзь · e5 чорний кінь · d4 чорна тура · e4 білий пішак · f4 чорний король · g4 чорний пішак · h4 білий пішак · d3 біла тура · g3 білий кінь · a2 білий слон · e2 білий пішак · f2 білий пішак · a1 білий король · c1 білий кінь · f1 біла тура · g1 чорна тура | b8 чорний ферзь · c8 чорний слон · d8 чорний кінь · h8 білий слон · b6 чорний пішак · h6 чорний пішак · b5 білий ферзь · e5 чорний кінь · d4 чорна тура · e4 білий пішак · f4 чорний король · g4 чорний пішак · h4 білий пішак · d3 біла тура · g3 білий кінь · a2 білий слон · e2 білий пішак · f2 білий пішак · a1 білий король · c1 білий кінь · f1 біла тура · g1 чорна тура | b8 чорний ферзь · c8 чорний слон · d8 чорний кінь · h8 білий слон · b6 чорний пішак · h6 чорний пішак · b5 білий ферзь · e5 чорний кінь · d4 чорна тура · e4 білий пішак · f4 чорний король · g4 чорний пішак · h4 білий пішак · d3 біла тура · g3 білий кінь · a2 білий слон · e2 білий пішак · f2 білий пішак · a1 білий король · c1 білий кінь · f1 біла тура · g1 чорна тура | 4 |
| 3 | b8 чорний ферзь · c8 чорний слон · d8 чорний кінь · h8 білий слон · b6 чорний пішак · h6 чорний пішак · b5 білий ферзь · e5 чорний кінь · d4 чорна тура · e4 білий пішак · f4 чорний король · g4 чорний пішак · h4 білий пішак · d3 біла тура · g3 білий кінь · a2 білий слон · e2 білий пішак · f2 білий пішак · a1 білий король · c1 білий кінь · f1 біла тура · g1 чорна тура | b8 чорний ферзь · c8 чорний слон · d8 чорний кінь · h8 білий слон · b6 чорний пішак · h6 чорний пішак · b5 білий ферзь · e5 чорний кінь · d4 чорна тура · e4 білий пішак · f4 чорний король · g4 чорний пішак · h4 білий пішак · d3 біла тура · g3 білий кінь · a2 білий слон · e2 білий пішак · f2 білий пішак · a1 білий король · c1 білий кінь · f1 біла тура · g1 чорна тура | b8 чорний ферзь · c8 чорний слон · d8 чорний кінь · h8 білий слон · b6 чорний пішак · h6 чорний пішак · b5 білий ферзь · e5 чорний кінь · d4 чорна тура · e4 білий пішак · f4 чорний король · g4 чорний пішак · h4 білий пішак · d3 біла тура · g3 білий кінь · a2 білий слон · e2 білий пішак · f2 білий пішак · a1 білий король · c1 білий кінь · f1 біла тура · g1 чорна тура | b8 чорний ферзь · c8 чорний слон · d8 чорний кінь · h8 білий слон · b6 чорний пішак · h6 чорний пішак · b5 білий ферзь · e5 чорний кінь · d4 чорна тура · e4 білий пішак · f4 чорний король · g4 чорний пішак · h4 білий пішак · d3 біла тура · g3 білий кінь · a2 білий слон · e2 білий пішак · f2 білий пішак · a1 білий король · c1 білий кінь · f1 біла тура · g1 чорна тура | b8 чорний ферзь · c8 чорний слон · d8 чорний кінь · h8 білий слон · b6 чорний пішак · h6 чорний пішак · b5 білий ферзь · e5 чорний кінь · d4 чорна тура · e4 білий пішак · f4 чорний король · g4 чорний пішак · h4 білий пішак · d3 біла тура · g3 білий кінь · a2 білий слон · e2 білий пішак · f2 білий пішак · a1 білий король · c1 білий кінь · f1 біла тура · g1 чорна тура | b8 чорний ферзь · c8 чорний слон · d8 чорний кінь · h8 білий слон · b6 чорний пішак · h6 чорний пішак · b5 білий ферзь · e5 чорний кінь · d4 чорна тура · e4 білий пішак · f4 чорний король · g4 чорний пішак · h4 білий пішак · d3 біла тура · g3 білий кінь · a2 білий слон · e2 білий пішак · f2 білий пішак · a1 білий король · c1 білий кінь · f1 біла тура · g1 чорна тура | b8 чорний ферзь · c8 чорний слон · d8 чорний кінь · h8 білий слон · b6 чорний пішак · h6 чорний пішак · b5 білий ферзь · e5 чорний кінь · d4 чорна тура · e4 білий пішак · f4 чорний король · g4 чорний пішак · h4 білий пішак · d3 біла тура · g3 білий кінь · a2 білий слон · e2 білий пішак · f2 білий пішак · a1 білий король · c1 білий кінь · f1 біла тура · g1 чорна тура | b8 чорний ферзь · c8 чорний слон · d8 чорний кінь · h8 білий слон · b6 чорний пішак · h6 чорний пішак · b5 білий ферзь · e5 чорний кінь · d4 чорна тура · e4 білий пішак · f4 чорний король · g4 чорний пішак · h4 білий пішак · d3 біла тура · g3 білий кінь · a2 білий слон · e2 білий пішак · f2 білий пішак · a1 білий король · c1 білий кінь · f1 біла тура · g1 чорна тура | 3 |
| 2 | b8 чорний ферзь · c8 чорний слон · d8 чорний кінь · h8 білий слон · b6 чорний пішак · h6 чорний пішак · b5 білий ферзь · e5 чорний кінь · d4 чорна тура · e4 білий пішак · f4 чорний король · g4 чорний пішак · h4 білий пішак · d3 біла тура · g3 білий кінь · a2 білий слон · e2 білий пішак · f2 білий пішак · a1 білий король · c1 білий кінь · f1 біла тура · g1 чорна тура | b8 чорний ферзь · c8 чорний слон · d8 чорний кінь · h8 білий слон · b6 чорний пішак · h6 чорний пішак · b5 білий ферзь · e5 чорний кінь · d4 чорна тура · e4 білий пішак · f4 чорний король · g4 чорний пішак · h4 білий пішак · d3 біла тура · g3 білий кінь · a2 білий слон · e2 білий пішак · f2 білий пішак · a1 білий король · c1 білий кінь · f1 біла тура · g1 чорна тура | b8 чорний ферзь · c8 чорний слон · d8 чорний кінь · h8 білий слон · b6 чорний пішак · h6 чорний пішак · b5 білий ферзь · e5 чорний кінь · d4 чорна тура · e4 білий пішак · f4 чорний король · g4 чорний пішак · h4 білий пішак · d3 біла тура · g3 білий кінь · a2 білий слон · e2 білий пішак · f2 білий пішак · a1 білий король · c1 білий кінь · f1 біла тура · g1 чорна тура | b8 чорний ферзь · c8 чорний слон · d8 чорний кінь · h8 білий слон · b6 чорний пішак · h6 чорний пішак · b5 білий ферзь · e5 чорний кінь · d4 чорна тура · e4 білий пішак · f4 чорний король · g4 чорний пішак · h4 білий пішак · d3 біла тура · g3 білий кінь · a2 білий слон · e2 білий пішак · f2 білий пішак · a1 білий король · c1 білий кінь · f1 біла тура · g1 чорна тура | b8 чорний ферзь · c8 чорний слон · d8 чорний кінь · h8 білий слон · b6 чорний пішак · h6 чорний пішак · b5 білий ферзь · e5 чорний кінь · d4 чорна тура · e4 білий пішак · f4 чорний король · g4 чорний пішак · h4 білий пішак · d3 біла тура · g3 білий кінь · a2 білий слон · e2 білий пішак · f2 білий пішак · a1 білий король · c1 білий кінь · f1 біла тура · g1 чорна тура | b8 чорний ферзь · c8 чорний слон · d8 чорний кінь · h8 білий слон · b6 чорний пішак · h6 чорний пішак · b5 білий ферзь · e5 чорний кінь · d4 чорна тура · e4 білий пішак · f4 чорний король · g4 чорний пішак · h4 білий пішак · d3 біла тура · g3 білий кінь · a2 білий слон · e2 білий пішак · f2 білий пішак · a1 білий король · c1 білий кінь · f1 біла тура · g1 чорна тура | b8 чорний ферзь · c8 чорний слон · d8 чорний кінь · h8 білий слон · b6 чорний пішак · h6 чорний пішак · b5 білий ферзь · e5 чорний кінь · d4 чорна тура · e4 білий пішак · f4 чорний король · g4 чорний пішак · h4 білий пішак · d3 біла тура · g3 білий кінь · a2 білий слон · e2 білий пішак · f2 білий пішак · a1 білий король · c1 білий кінь · f1 біла тура · g1 чорна тура | b8 чорний ферзь · c8 чорний слон · d8 чорний кінь · h8 білий слон · b6 чорний пішак · h6 чорний пішак · b5 білий ферзь · e5 чорний кінь · d4 чорна тура · e4 білий пішак · f4 чорний король · g4 чорний пішак · h4 білий пішак · d3 біла тура · g3 білий кінь · a2 білий слон · e2 білий пішак · f2 білий пішак · a1 білий король · c1 білий кінь · f1 біла тура · g1 чорна тура | 2 |
| 1 | b8 чорний ферзь · c8 чорний слон · d8 чорний кінь · h8 білий слон · b6 чорний пішак · h6 чорний пішак · b5 білий ферзь · e5 чорний кінь · d4 чорна тура · e4 білий пішак · f4 чорний король · g4 чорний пішак · h4 білий пішак · d3 біла тура · g3 білий кінь · a2 білий слон · e2 білий пішак · f2 білий пішак · a1 білий король · c1 білий кінь · f1 біла тура · g1 чорна тура | b8 чорний ферзь · c8 чорний слон · d8 чорний кінь · h8 білий слон · b6 чорний пішак · h6 чорний пішак · b5 білий ферзь · e5 чорний кінь · d4 чорна тура · e4 білий пішак · f4 чорний король · g4 чорний пішак · h4 білий пішак · d3 біла тура · g3 білий кінь · a2 білий слон · e2 білий пішак · f2 білий пішак · a1 білий король · c1 білий кінь · f1 біла тура · g1 чорна тура | b8 чорний ферзь · c8 чорний слон · d8 чорний кінь · h8 білий слон · b6 чорний пішак · h6 чорний пішак · b5 білий ферзь · e5 чорний кінь · d4 чорна тура · e4 білий пішак · f4 чорний король · g4 чорний пішак · h4 білий пішак · d3 біла тура · g3 білий кінь · a2 білий слон · e2 білий пішак · f2 білий пішак · a1 білий король · c1 білий кінь · f1 біла тура · g1 чорна тура | b8 чорний ферзь · c8 чорний слон · d8 чорний кінь · h8 білий слон · b6 чорний пішак · h6 чорний пішак · b5 білий ферзь · e5 чорний кінь · d4 чорна тура · e4 білий пішак · f4 чорний король · g4 чорний пішак · h4 білий пішак · d3 біла тура · g3 білий кінь · a2 білий слон · e2 білий пішак · f2 білий пішак · a1 білий король · c1 білий кінь · f1 біла тура · g1 чорна тура | b8 чорний ферзь · c8 чорний слон · d8 чорний кінь · h8 білий слон · b6 чорний пішак · h6 чорний пішак · b5 білий ферзь · e5 чорний кінь · d4 чорна тура · e4 білий пішак · f4 чорний король · g4 чорний пішак · h4 білий пішак · d3 біла тура · g3 білий кінь · a2 білий слон · e2 білий пішак · f2 білий пішак · a1 білий король · c1 білий кінь · f1 біла тура · g1 чорна тура | b8 чорний ферзь · c8 чорний слон · d8 чорний кінь · h8 білий слон · b6 чорний пішак · h6 чорний пішак · b5 білий ферзь · e5 чорний кінь · d4 чорна тура · e4 білий пішак · f4 чорний король · g4 чорний пішак · h4 білий пішак · d3 біла тура · g3 білий кінь · a2 білий слон · e2 білий пішак · f2 білий пішак · a1 білий король · c1 білий кінь · f1 біла тура · g1 чорна тура | b8 чорний ферзь · c8 чорний слон · d8 чорний кінь · h8 білий слон · b6 чорний пішак · h6 чорний пішак · b5 білий ферзь · e5 чорний кінь · d4 чорна тура · e4 білий пішак · f4 чорний король · g4 чорний пішак · h4 білий пішак · d3 біла тура · g3 білий кінь · a2 білий слон · e2 білий пішак · f2 білий пішак · a1 білий король · c1 білий кінь · f1 біла тура · g1 чорна тура | b8 чорний ферзь · c8 чорний слон · d8 чорний кінь · h8 білий слон · b6 чорний пішак · h6 чорний пішак · b5 білий ферзь · e5 чорний кінь · d4 чорна тура · e4 білий пішак · f4 чорний король · g4 чорний пішак · h4 білий пішак · d3 біла тура · g3 білий кінь · a2 білий слон · e2 білий пішак · f2 білий пішак · a1 білий король · c1 білий кінь · f1 біла тура · g1 чорна тура | 1 |
|   | a | b | c | d | e | f | g | h |   |

1. Db1! ~ 2. Sh5+ K:e4 3.Te3#
1. ... Td5 2. Td4! ~ 3. Sh5#
          2. ...T:g3 3. ed#
1. ... Td6 2. Td5! T:g3 3. L:e5#
1. ... Td7 2. Td6! T:g3 3. Tf6#
- — - — - — -
1. ... Tc4 2. Tc3! T:g3 3. fg#
1. ... Tb4 2. Tb3! T:g3 3. fg#
1. ... Ta4 2. Ta3! T:g3 3. fg#
1. ... T:e4 2. Tf3+ gf 3. D:e4#
Знавці і поціновувачі шахової композиції вважають цю задачу однією з найкращих ХХ століття.

### Зближення
Лінійна чорна фігура робить хід, після цього по цій же лінії іде біла фігура назустріч чорній, і біля неї на сусідньому полі зупиняється.
|   | a | b | c | d | e | f | g | h |   |
| 8 | e8 чорний ферзь · f8 чорна тура · b7 білий кінь · f7 чорний пішак · b6 чорний пішак · d5 чорний пішак · f5 чорний пішак · g5 білий пішак · d4 чорний король · f4 білий кінь · a3 білий пішак · b3 білий пішак · c3 біла тура · d3 білий пішак · h3 біла тура · a2 чорна тура · b2 чорний пішак · e2 білий ферзь · f2 білий пішак · h2 білий слон · a1 чорний кінь · b1 білий слон · d1 білий король | e8 чорний ферзь · f8 чорна тура · b7 білий кінь · f7 чорний пішак · b6 чорний пішак · d5 чорний пішак · f5 чорний пішак · g5 білий пішак · d4 чорний король · f4 білий кінь · a3 білий пішак · b3 білий пішак · c3 біла тура · d3 білий пішак · h3 біла тура · a2 чорна тура · b2 чорний пішак · e2 білий ферзь · f2 білий пішак · h2 білий слон · a1 чорний кінь · b1 білий слон · d1 білий король | e8 чорний ферзь · f8 чорна тура · b7 білий кінь · f7 чорний пішак · b6 чорний пішак · d5 чорний пішак · f5 чорний пішак · g5 білий пішак · d4 чорний король · f4 білий кінь · a3 білий пішак · b3 білий пішак · c3 біла тура · d3 білий пішак · h3 біла тура · a2 чорна тура · b2 чорний пішак · e2 білий ферзь · f2 білий пішак · h2 білий слон · a1 чорний кінь · b1 білий слон · d1 білий король | e8 чорний ферзь · f8 чорна тура · b7 білий кінь · f7 чорний пішак · b6 чорний пішак · d5 чорний пішак · f5 чорний пішак · g5 білий пішак · d4 чорний король · f4 білий кінь · a3 білий пішак · b3 білий пішак · c3 біла тура · d3 білий пішак · h3 біла тура · a2 чорна тура · b2 чорний пішак · e2 білий ферзь · f2 білий пішак · h2 білий слон · a1 чорний кінь · b1 білий слон · d1 білий король | e8 чорний ферзь · f8 чорна тура · b7 білий кінь · f7 чорний пішак · b6 чорний пішак · d5 чорний пішак · f5 чорний пішак · g5 білий пішак · d4 чорний король · f4 білий кінь · a3 білий пішак · b3 білий пішак · c3 біла тура · d3 білий пішак · h3 біла тура · a2 чорна тура · b2 чорний пішак · e2 білий ферзь · f2 білий пішак · h2 білий слон · a1 чорний кінь · b1 білий слон · d1 білий король | e8 чорний ферзь · f8 чорна тура · b7 білий кінь · f7 чорний пішак · b6 чорний пішак · d5 чорний пішак · f5 чорний пішак · g5 білий пішак · d4 чорний король · f4 білий кінь · a3 білий пішак · b3 білий пішак · c3 біла тура · d3 білий пішак · h3 біла тура · a2 чорна тура · b2 чорний пішак · e2 білий ферзь · f2 білий пішак · h2 білий слон · a1 чорний кінь · b1 білий слон · d1 білий король | e8 чорний ферзь · f8 чорна тура · b7 білий кінь · f7 чорний пішак · b6 чорний пішак · d5 чорний пішак · f5 чорний пішак · g5 білий пішак · d4 чорний король · f4 білий кінь · a3 білий пішак · b3 білий пішак · c3 біла тура · d3 білий пішак · h3 біла тура · a2 чорна тура · b2 чорний пішак · e2 білий ферзь · f2 білий пішак · h2 білий слон · a1 чорний кінь · b1 білий слон · d1 білий король | e8 чорний ферзь · f8 чорна тура · b7 білий кінь · f7 чорний пішак · b6 чорний пішак · d5 чорний пішак · f5 чорний пішак · g5 білий пішак · d4 чорний король · f4 білий кінь · a3 білий пішак · b3 білий пішак · c3 біла тура · d3 білий пішак · h3 біла тура · a2 чорна тура · b2 чорний пішак · e2 білий ферзь · f2 білий пішак · h2 білий слон · a1 чорний кінь · b1 білий слон · d1 білий король | 8 |
| 7 | e8 чорний ферзь · f8 чорна тура · b7 білий кінь · f7 чорний пішак · b6 чорний пішак · d5 чорний пішак · f5 чорний пішак · g5 білий пішак · d4 чорний король · f4 білий кінь · a3 білий пішак · b3 білий пішак · c3 біла тура · d3 білий пішак · h3 біла тура · a2 чорна тура · b2 чорний пішак · e2 білий ферзь · f2 білий пішак · h2 білий слон · a1 чорний кінь · b1 білий слон · d1 білий король | e8 чорний ферзь · f8 чорна тура · b7 білий кінь · f7 чорний пішак · b6 чорний пішак · d5 чорний пішак · f5 чорний пішак · g5 білий пішак · d4 чорний король · f4 білий кінь · a3 білий пішак · b3 білий пішак · c3 біла тура · d3 білий пішак · h3 біла тура · a2 чорна тура · b2 чорний пішак · e2 білий ферзь · f2 білий пішак · h2 білий слон · a1 чорний кінь · b1 білий слон · d1 білий король | e8 чорний ферзь · f8 чорна тура · b7 білий кінь · f7 чорний пішак · b6 чорний пішак · d5 чорний пішак · f5 чорний пішак · g5 білий пішак · d4 чорний король · f4 білий кінь · a3 білий пішак · b3 білий пішак · c3 біла тура · d3 білий пішак · h3 біла тура · a2 чорна тура · b2 чорний пішак · e2 білий ферзь · f2 білий пішак · h2 білий слон · a1 чорний кінь · b1 білий слон · d1 білий король | e8 чорний ферзь · f8 чорна тура · b7 білий кінь · f7 чорний пішак · b6 чорний пішак · d5 чорний пішак · f5 чорний пішак · g5 білий пішак · d4 чорний король · f4 білий кінь · a3 білий пішак · b3 білий пішак · c3 біла тура · d3 білий пішак · h3 біла тура · a2 чорна тура · b2 чорний пішак · e2 білий ферзь · f2 білий пішак · h2 білий слон · a1 чорний кінь · b1 білий слон · d1 білий король | e8 чорний ферзь · f8 чорна тура · b7 білий кінь · f7 чорний пішак · b6 чорний пішак · d5 чорний пішак · f5 чорний пішак · g5 білий пішак · d4 чорний король · f4 білий кінь · a3 білий пішак · b3 білий пішак · c3 біла тура · d3 білий пішак · h3 біла тура · a2 чорна тура · b2 чорний пішак · e2 білий ферзь · f2 білий пішак · h2 білий слон · a1 чорний кінь · b1 білий слон · d1 білий король | e8 чорний ферзь · f8 чорна тура · b7 білий кінь · f7 чорний пішак · b6 чорний пішак · d5 чорний пішак · f5 чорний пішак · g5 білий пішак · d4 чорний король · f4 білий кінь · a3 білий пішак · b3 білий пішак · c3 біла тура · d3 білий пішак · h3 біла тура · a2 чорна тура · b2 чорний пішак · e2 білий ферзь · f2 білий пішак · h2 білий слон · a1 чорний кінь · b1 білий слон · d1 білий король | e8 чорний ферзь · f8 чорна тура · b7 білий кінь · f7 чорний пішак · b6 чорний пішак · d5 чорний пішак · f5 чорний пішак · g5 білий пішак · d4 чорний король · f4 білий кінь · a3 білий пішак · b3 білий пішак · c3 біла тура · d3 білий пішак · h3 біла тура · a2 чорна тура · b2 чорний пішак · e2 білий ферзь · f2 білий пішак · h2 білий слон · a1 чорний кінь · b1 білий слон · d1 білий король | e8 чорний ферзь · f8 чорна тура · b7 білий кінь · f7 чорний пішак · b6 чорний пішак · d5 чорний пішак · f5 чорний пішак · g5 білий пішак · d4 чорний король · f4 білий кінь · a3 білий пішак · b3 білий пішак · c3 біла тура · d3 білий пішак · h3 біла тура · a2 чорна тура · b2 чорний пішак · e2 білий ферзь · f2 білий пішак · h2 білий слон · a1 чорний кінь · b1 білий слон · d1 білий король | 7 |
| 6 | e8 чорний ферзь · f8 чорна тура · b7 білий кінь · f7 чорний пішак · b6 чорний пішак · d5 чорний пішак · f5 чорний пішак · g5 білий пішак · d4 чорний король · f4 білий кінь · a3 білий пішак · b3 білий пішак · c3 біла тура · d3 білий пішак · h3 біла тура · a2 чорна тура · b2 чорний пішак · e2 білий ферзь · f2 білий пішак · h2 білий слон · a1 чорний кінь · b1 білий слон · d1 білий король | e8 чорний ферзь · f8 чорна тура · b7 білий кінь · f7 чорний пішак · b6 чорний пішак · d5 чорний пішак · f5 чорний пішак · g5 білий пішак · d4 чорний король · f4 білий кінь · a3 білий пішак · b3 білий пішак · c3 біла тура · d3 білий пішак · h3 біла тура · a2 чорна тура · b2 чорний пішак · e2 білий ферзь · f2 білий пішак · h2 білий слон · a1 чорний кінь · b1 білий слон · d1 білий король | e8 чорний ферзь · f8 чорна тура · b7 білий кінь · f7 чорний пішак · b6 чорний пішак · d5 чорний пішак · f5 чорний пішак · g5 білий пішак · d4 чорний король · f4 білий кінь · a3 білий пішак · b3 білий пішак · c3 біла тура · d3 білий пішак · h3 біла тура · a2 чорна тура · b2 чорний пішак · e2 білий ферзь · f2 білий пішак · h2 білий слон · a1 чорний кінь · b1 білий слон · d1 білий король | e8 чорний ферзь · f8 чорна тура · b7 білий кінь · f7 чорний пішак · b6 чорний пішак · d5 чорний пішак · f5 чорний пішак · g5 білий пішак · d4 чорний король · f4 білий кінь · a3 білий пішак · b3 білий пішак · c3 біла тура · d3 білий пішак · h3 біла тура · a2 чорна тура · b2 чорний пішак · e2 білий ферзь · f2 білий пішак · h2 білий слон · a1 чорний кінь · b1 білий слон · d1 білий король | e8 чорний ферзь · f8 чорна тура · b7 білий кінь · f7 чорний пішак · b6 чорний пішак · d5 чорний пішак · f5 чорний пішак · g5 білий пішак · d4 чорний король · f4 білий кінь · a3 білий пішак · b3 білий пішак · c3 біла тура · d3 білий пішак · h3 біла тура · a2 чорна тура · b2 чорний пішак · e2 білий ферзь · f2 білий пішак · h2 білий слон · a1 чорний кінь · b1 білий слон · d1 білий король | e8 чорний ферзь · f8 чорна тура · b7 білий кінь · f7 чорний пішак · b6 чорний пішак · d5 чорний пішак · f5 чорний пішак · g5 білий пішак · d4 чорний король · f4 білий кінь · a3 білий пішак · b3 білий пішак · c3 біла тура · d3 білий пішак · h3 біла тура · a2 чорна тура · b2 чорний пішак · e2 білий ферзь · f2 білий пішак · h2 білий слон · a1 чорний кінь · b1 білий слон · d1 білий король | e8 чорний ферзь · f8 чорна тура · b7 білий кінь · f7 чорний пішак · b6 чорний пішак · d5 чорний пішак · f5 чорний пішак · g5 білий пішак · d4 чорний король · f4 білий кінь · a3 білий пішак · b3 білий пішак · c3 біла тура · d3 білий пішак · h3 біла тура · a2 чорна тура · b2 чорний пішак · e2 білий ферзь · f2 білий пішак · h2 білий слон · a1 чорний кінь · b1 білий слон · d1 білий король | e8 чорний ферзь · f8 чорна тура · b7 білий кінь · f7 чорний пішак · b6 чорний пішак · d5 чорний пішак · f5 чорний пішак · g5 білий пішак · d4 чорний король · f4 білий кінь · a3 білий пішак · b3 білий пішак · c3 біла тура · d3 білий пішак · h3 біла тура · a2 чорна тура · b2 чорний пішак · e2 білий ферзь · f2 білий пішак · h2 білий слон · a1 чорний кінь · b1 білий слон · d1 білий король | 6 |
| 5 | e8 чорний ферзь · f8 чорна тура · b7 білий кінь · f7 чорний пішак · b6 чорний пішак · d5 чорний пішак · f5 чорний пішак · g5 білий пішак · d4 чорний король · f4 білий кінь · a3 білий пішак · b3 білий пішак · c3 біла тура · d3 білий пішак · h3 біла тура · a2 чорна тура · b2 чорний пішак · e2 білий ферзь · f2 білий пішак · h2 білий слон · a1 чорний кінь · b1 білий слон · d1 білий король | e8 чорний ферзь · f8 чорна тура · b7 білий кінь · f7 чорний пішак · b6 чорний пішак · d5 чорний пішак · f5 чорний пішак · g5 білий пішак · d4 чорний король · f4 білий кінь · a3 білий пішак · b3 білий пішак · c3 біла тура · d3 білий пішак · h3 біла тура · a2 чорна тура · b2 чорний пішак · e2 білий ферзь · f2 білий пішак · h2 білий слон · a1 чорний кінь · b1 білий слон · d1 білий король | e8 чорний ферзь · f8 чорна тура · b7 білий кінь · f7 чорний пішак · b6 чорний пішак · d5 чорний пішак · f5 чорний пішак · g5 білий пішак · d4 чорний король · f4 білий кінь · a3 білий пішак · b3 білий пішак · c3 біла тура · d3 білий пішак · h3 біла тура · a2 чорна тура · b2 чорний пішак · e2 білий ферзь · f2 білий пішак · h2 білий слон · a1 чорний кінь · b1 білий слон · d1 білий король | e8 чорний ферзь · f8 чорна тура · b7 білий кінь · f7 чорний пішак · b6 чорний пішак · d5 чорний пішак · f5 чорний пішак · g5 білий пішак · d4 чорний король · f4 білий кінь · a3 білий пішак · b3 білий пішак · c3 біла тура · d3 білий пішак · h3 біла тура · a2 чорна тура · b2 чорний пішак · e2 білий ферзь · f2 білий пішак · h2 білий слон · a1 чорний кінь · b1 білий слон · d1 білий король | e8 чорний ферзь · f8 чорна тура · b7 білий кінь · f7 чорний пішак · b6 чорний пішак · d5 чорний пішак · f5 чорний пішак · g5 білий пішак · d4 чорний король · f4 білий кінь · a3 білий пішак · b3 білий пішак · c3 біла тура · d3 білий пішак · h3 біла тура · a2 чорна тура · b2 чорний пішак · e2 білий ферзь · f2 білий пішак · h2 білий слон · a1 чорний кінь · b1 білий слон · d1 білий король | e8 чорний ферзь · f8 чорна тура · b7 білий кінь · f7 чорний пішак · b6 чорний пішак · d5 чорний пішак · f5 чорний пішак · g5 білий пішак · d4 чорний король · f4 білий кінь · a3 білий пішак · b3 білий пішак · c3 біла тура · d3 білий пішак · h3 біла тура · a2 чорна тура · b2 чорний пішак · e2 білий ферзь · f2 білий пішак · h2 білий слон · a1 чорний кінь · b1 білий слон · d1 білий король | e8 чорний ферзь · f8 чорна тура · b7 білий кінь · f7 чорний пішак · b6 чорний пішак · d5 чорний пішак · f5 чорний пішак · g5 білий пішак · d4 чорний король · f4 білий кінь · a3 білий пішак · b3 білий пішак · c3 біла тура · d3 білий пішак · h3 біла тура · a2 чорна тура · b2 чорний пішак · e2 білий ферзь · f2 білий пішак · h2 білий слон · a1 чорний кінь · b1 білий слон · d1 білий король | e8 чорний ферзь · f8 чорна тура · b7 білий кінь · f7 чорний пішак · b6 чорний пішак · d5 чорний пішак · f5 чорний пішак · g5 білий пішак · d4 чорний король · f4 білий кінь · a3 білий пішак · b3 білий пішак · c3 біла тура · d3 білий пішак · h3 біла тура · a2 чорна тура · b2 чорний пішак · e2 білий ферзь · f2 білий пішак · h2 білий слон · a1 чорний кінь · b1 білий слон · d1 білий король | 5 |
| 4 | e8 чорний ферзь · f8 чорна тура · b7 білий кінь · f7 чорний пішак · b6 чорний пішак · d5 чорний пішак · f5 чорний пішак · g5 білий пішак · d4 чорний король · f4 білий кінь · a3 білий пішак · b3 білий пішак · c3 біла тура · d3 білий пішак · h3 біла тура · a2 чорна тура · b2 чорний пішак · e2 білий ферзь · f2 білий пішак · h2 білий слон · a1 чорний кінь · b1 білий слон · d1 білий король | e8 чорний ферзь · f8 чорна тура · b7 білий кінь · f7 чорний пішак · b6 чорний пішак · d5 чорний пішак · f5 чорний пішак · g5 білий пішак · d4 чорний король · f4 білий кінь · a3 білий пішак · b3 білий пішак · c3 біла тура · d3 білий пішак · h3 біла тура · a2 чорна тура · b2 чорний пішак · e2 білий ферзь · f2 білий пішак · h2 білий слон · a1 чорний кінь · b1 білий слон · d1 білий король | e8 чорний ферзь · f8 чорна тура · b7 білий кінь · f7 чорний пішак · b6 чорний пішак · d5 чорний пішак · f5 чорний пішак · g5 білий пішак · d4 чорний король · f4 білий кінь · a3 білий пішак · b3 білий пішак · c3 біла тура · d3 білий пішак · h3 біла тура · a2 чорна тура · b2 чорний пішак · e2 білий ферзь · f2 білий пішак · h2 білий слон · a1 чорний кінь · b1 білий слон · d1 білий король | e8 чорний ферзь · f8 чорна тура · b7 білий кінь · f7 чорний пішак · b6 чорний пішак · d5 чорний пішак · f5 чорний пішак · g5 білий пішак · d4 чорний король · f4 білий кінь · a3 білий пішак · b3 білий пішак · c3 біла тура · d3 білий пішак · h3 біла тура · a2 чорна тура · b2 чорний пішак · e2 білий ферзь · f2 білий пішак · h2 білий слон · a1 чорний кінь · b1 білий слон · d1 білий король | e8 чорний ферзь · f8 чорна тура · b7 білий кінь · f7 чорний пішак · b6 чорний пішак · d5 чорний пішак · f5 чорний пішак · g5 білий пішак · d4 чорний король · f4 білий кінь · a3 білий пішак · b3 білий пішак · c3 біла тура · d3 білий пішак · h3 біла тура · a2 чорна тура · b2 чорний пішак · e2 білий ферзь · f2 білий пішак · h2 білий слон · a1 чорний кінь · b1 білий слон · d1 білий король | e8 чорний ферзь · f8 чорна тура · b7 білий кінь · f7 чорний пішак · b6 чорний пішак · d5 чорний пішак · f5 чорний пішак · g5 білий пішак · d4 чорний король · f4 білий кінь · a3 білий пішак · b3 білий пішак · c3 біла тура · d3 білий пішак · h3 біла тура · a2 чорна тура · b2 чорний пішак · e2 білий ферзь · f2 білий пішак · h2 білий слон · a1 чорний кінь · b1 білий слон · d1 білий король | e8 чорний ферзь · f8 чорна тура · b7 білий кінь · f7 чорний пішак · b6 чорний пішак · d5 чорний пішак · f5 чорний пішак · g5 білий пішак · d4 чорний король · f4 білий кінь · a3 білий пішак · b3 білий пішак · c3 біла тура · d3 білий пішак · h3 біла тура · a2 чорна тура · b2 чорний пішак · e2 білий ферзь · f2 білий пішак · h2 білий слон · a1 чорний кінь · b1 білий слон · d1 білий король | e8 чорний ферзь · f8 чорна тура · b7 білий кінь · f7 чорний пішак · b6 чорний пішак · d5 чорний пішак · f5 чорний пішак · g5 білий пішак · d4 чорний король · f4 білий кінь · a3 білий пішак · b3 білий пішак · c3 біла тура · d3 білий пішак · h3 біла тура · a2 чорна тура · b2 чорний пішак · e2 білий ферзь · f2 білий пішак · h2 білий слон · a1 чорний кінь · b1 білий слон · d1 білий король | 4 |
| 3 | e8 чорний ферзь · f8 чорна тура · b7 білий кінь · f7 чорний пішак · b6 чорний пішак · d5 чорний пішак · f5 чорний пішак · g5 білий пішак · d4 чорний король · f4 білий кінь · a3 білий пішак · b3 білий пішак · c3 біла тура · d3 білий пішак · h3 біла тура · a2 чорна тура · b2 чорний пішак · e2 білий ферзь · f2 білий пішак · h2 білий слон · a1 чорний кінь · b1 білий слон · d1 білий король | e8 чорний ферзь · f8 чорна тура · b7 білий кінь · f7 чорний пішак · b6 чорний пішак · d5 чорний пішак · f5 чорний пішак · g5 білий пішак · d4 чорний король · f4 білий кінь · a3 білий пішак · b3 білий пішак · c3 біла тура · d3 білий пішак · h3 біла тура · a2 чорна тура · b2 чорний пішак · e2 білий ферзь · f2 білий пішак · h2 білий слон · a1 чорний кінь · b1 білий слон · d1 білий король | e8 чорний ферзь · f8 чорна тура · b7 білий кінь · f7 чорний пішак · b6 чорний пішак · d5 чорний пішак · f5 чорний пішак · g5 білий пішак · d4 чорний король · f4 білий кінь · a3 білий пішак · b3 білий пішак · c3 біла тура · d3 білий пішак · h3 біла тура · a2 чорна тура · b2 чорний пішак · e2 білий ферзь · f2 білий пішак · h2 білий слон · a1 чорний кінь · b1 білий слон · d1 білий король | e8 чорний ферзь · f8 чорна тура · b7 білий кінь · f7 чорний пішак · b6 чорний пішак · d5 чорний пішак · f5 чорний пішак · g5 білий пішак · d4 чорний король · f4 білий кінь · a3 білий пішак · b3 білий пішак · c3 біла тура · d3 білий пішак · h3 біла тура · a2 чорна тура · b2 чорний пішак · e2 білий ферзь · f2 білий пішак · h2 білий слон · a1 чорний кінь · b1 білий слон · d1 білий король | e8 чорний ферзь · f8 чорна тура · b7 білий кінь · f7 чорний пішак · b6 чорний пішак · d5 чорний пішак · f5 чорний пішак · g5 білий пішак · d4 чорний король · f4 білий кінь · a3 білий пішак · b3 білий пішак · c3 біла тура · d3 білий пішак · h3 біла тура · a2 чорна тура · b2 чорний пішак · e2 білий ферзь · f2 білий пішак · h2 білий слон · a1 чорний кінь · b1 білий слон · d1 білий король | e8 чорний ферзь · f8 чорна тура · b7 білий кінь · f7 чорний пішак · b6 чорний пішак · d5 чорний пішак · f5 чорний пішак · g5 білий пішак · d4 чорний король · f4 білий кінь · a3 білий пішак · b3 білий пішак · c3 біла тура · d3 білий пішак · h3 біла тура · a2 чорна тура · b2 чорний пішак · e2 білий ферзь · f2 білий пішак · h2 білий слон · a1 чорний кінь · b1 білий слон · d1 білий король | e8 чорний ферзь · f8 чорна тура · b7 білий кінь · f7 чорний пішак · b6 чорний пішак · d5 чорний пішак · f5 чорний пішак · g5 білий пішак · d4 чорний король · f4 білий кінь · a3 білий пішак · b3 білий пішак · c3 біла тура · d3 білий пішак · h3 біла тура · a2 чорна тура · b2 чорний пішак · e2 білий ферзь · f2 білий пішак · h2 білий слон · a1 чорний кінь · b1 білий слон · d1 білий король | e8 чорний ферзь · f8 чорна тура · b7 білий кінь · f7 чорний пішак · b6 чорний пішак · d5 чорний пішак · f5 чорний пішак · g5 білий пішак · d4 чорний король · f4 білий кінь · a3 білий пішак · b3 білий пішак · c3 біла тура · d3 білий пішак · h3 біла тура · a2 чорна тура · b2 чорний пішак · e2 білий ферзь · f2 білий пішак · h2 білий слон · a1 чорний кінь · b1 білий слон · d1 білий король | 3 |
| 2 | e8 чорний ферзь · f8 чорна тура · b7 білий кінь · f7 чорний пішак · b6 чорний пішак · d5 чорний пішак · f5 чорний пішак · g5 білий пішак · d4 чорний король · f4 білий кінь · a3 білий пішак · b3 білий пішак · c3 біла тура · d3 білий пішак · h3 біла тура · a2 чорна тура · b2 чорний пішак · e2 білий ферзь · f2 білий пішак · h2 білий слон · a1 чорний кінь · b1 білий слон · d1 білий король | e8 чорний ферзь · f8 чорна тура · b7 білий кінь · f7 чорний пішак · b6 чорний пішак · d5 чорний пішак · f5 чорний пішак · g5 білий пішак · d4 чорний король · f4 білий кінь · a3 білий пішак · b3 білий пішак · c3 біла тура · d3 білий пішак · h3 біла тура · a2 чорна тура · b2 чорний пішак · e2 білий ферзь · f2 білий пішак · h2 білий слон · a1 чорний кінь · b1 білий слон · d1 білий король | e8 чорний ферзь · f8 чорна тура · b7 білий кінь · f7 чорний пішак · b6 чорний пішак · d5 чорний пішак · f5 чорний пішак · g5 білий пішак · d4 чорний король · f4 білий кінь · a3 білий пішак · b3 білий пішак · c3 біла тура · d3 білий пішак · h3 біла тура · a2 чорна тура · b2 чорний пішак · e2 білий ферзь · f2 білий пішак · h2 білий слон · a1 чорний кінь · b1 білий слон · d1 білий король | e8 чорний ферзь · f8 чорна тура · b7 білий кінь · f7 чорний пішак · b6 чорний пішак · d5 чорний пішак · f5 чорний пішак · g5 білий пішак · d4 чорний король · f4 білий кінь · a3 білий пішак · b3 білий пішак · c3 біла тура · d3 білий пішак · h3 біла тура · a2 чорна тура · b2 чорний пішак · e2 білий ферзь · f2 білий пішак · h2 білий слон · a1 чорний кінь · b1 білий слон · d1 білий король | e8 чорний ферзь · f8 чорна тура · b7 білий кінь · f7 чорний пішак · b6 чорний пішак · d5 чорний пішак · f5 чорний пішак · g5 білий пішак · d4 чорний король · f4 білий кінь · a3 білий пішак · b3 білий пішак · c3 біла тура · d3 білий пішак · h3 біла тура · a2 чорна тура · b2 чорний пішак · e2 білий ферзь · f2 білий пішак · h2 білий слон · a1 чорний кінь · b1 білий слон · d1 білий король | e8 чорний ферзь · f8 чорна тура · b7 білий кінь · f7 чорний пішак · b6 чорний пішак · d5 чорний пішак · f5 чорний пішак · g5 білий пішак · d4 чорний король · f4 білий кінь · a3 білий пішак · b3 білий пішак · c3 біла тура · d3 білий пішак · h3 біла тура · a2 чорна тура · b2 чорний пішак · e2 білий ферзь · f2 білий пішак · h2 білий слон · a1 чорний кінь · b1 білий слон · d1 білий король | e8 чорний ферзь · f8 чорна тура · b7 білий кінь · f7 чорний пішак · b6 чорний пішак · d5 чорний пішак · f5 чорний пішак · g5 білий пішак · d4 чорний король · f4 білий кінь · a3 білий пішак · b3 білий пішак · c3 біла тура · d3 білий пішак · h3 біла тура · a2 чорна тура · b2 чорний пішак · e2 білий ферзь · f2 білий пішак · h2 білий слон · a1 чорний кінь · b1 білий слон · d1 білий король | e8 чорний ферзь · f8 чорна тура · b7 білий кінь · f7 чорний пішак · b6 чорний пішак · d5 чорний пішак · f5 чорний пішак · g5 білий пішак · d4 чорний король · f4 білий кінь · a3 білий пішак · b3 білий пішак · c3 біла тура · d3 білий пішак · h3 біла тура · a2 чорна тура · b2 чорний пішак · e2 білий ферзь · f2 білий пішак · h2 білий слон · a1 чорний кінь · b1 білий слон · d1 білий король | 2 |
| 1 | e8 чорний ферзь · f8 чорна тура · b7 білий кінь · f7 чорний пішак · b6 чорний пішак · d5 чорний пішак · f5 чорний пішак · g5 білий пішак · d4 чорний король · f4 білий кінь · a3 білий пішак · b3 білий пішак · c3 біла тура · d3 білий пішак · h3 біла тура · a2 чорна тура · b2 чорний пішак · e2 білий ферзь · f2 білий пішак · h2 білий слон · a1 чорний кінь · b1 білий слон · d1 білий король | e8 чорний ферзь · f8 чорна тура · b7 білий кінь · f7 чорний пішак · b6 чорний пішак · d5 чорний пішак · f5 чорний пішак · g5 білий пішак · d4 чорний король · f4 білий кінь · a3 білий пішак · b3 білий пішак · c3 біла тура · d3 білий пішак · h3 біла тура · a2 чорна тура · b2 чорний пішак · e2 білий ферзь · f2 білий пішак · h2 білий слон · a1 чорний кінь · b1 білий слон · d1 білий король | e8 чорний ферзь · f8 чорна тура · b7 білий кінь · f7 чорний пішак · b6 чорний пішак · d5 чорний пішак · f5 чорний пішак · g5 білий пішак · d4 чорний король · f4 білий кінь · a3 білий пішак · b3 білий пішак · c3 біла тура · d3 білий пішак · h3 біла тура · a2 чорна тура · b2 чорний пішак · e2 білий ферзь · f2 білий пішак · h2 білий слон · a1 чорний кінь · b1 білий слон · d1 білий король | e8 чорний ферзь · f8 чорна тура · b7 білий кінь · f7 чорний пішак · b6 чорний пішак · d5 чорний пішак · f5 чорний пішак · g5 білий пішак · d4 чорний король · f4 білий кінь · a3 білий пішак · b3 білий пішак · c3 біла тура · d3 білий пішак · h3 біла тура · a2 чорна тура · b2 чорний пішак · e2 білий ферзь · f2 білий пішак · h2 білий слон · a1 чорний кінь · b1 білий слон · d1 білий король | e8 чорний ферзь · f8 чорна тура · b7 білий кінь · f7 чорний пішак · b6 чорний пішак · d5 чорний пішак · f5 чорний пішак · g5 білий пішак · d4 чорний король · f4 білий кінь · a3 білий пішак · b3 білий пішак · c3 біла тура · d3 білий пішак · h3 біла тура · a2 чорна тура · b2 чорний пішак · e2 білий ферзь · f2 білий пішак · h2 білий слон · a1 чорний кінь · b1 білий слон · d1 білий король | e8 чорний ферзь · f8 чорна тура · b7 білий кінь · f7 чорний пішак · b6 чорний пішак · d5 чорний пішак · f5 чорний пішак · g5 білий пішак · d4 чорний король · f4 білий кінь · a3 білий пішак · b3 білий пішак · c3 біла тура · d3 білий пішак · h3 біла тура · a2 чорна тура · b2 чорний пішак · e2 білий ферзь · f2 білий пішак · h2 білий слон · a1 чорний кінь · b1 білий слон · d1 білий король | e8 чорний ферзь · f8 чорна тура · b7 білий кінь · f7 чорний пішак · b6 чорний пішак · d5 чорний пішак · f5 чорний пішак · g5 білий пішак · d4 чорний король · f4 білий кінь · a3 білий пішак · b3 білий пішак · c3 біла тура · d3 білий пішак · h3 біла тура · a2 чорна тура · b2 чорний пішак · e2 білий ферзь · f2 білий пішак · h2 білий слон · a1 чорний кінь · b1 білий слон · d1 білий король | e8 чорний ферзь · f8 чорна тура · b7 білий кінь · f7 чорний пішак · b6 чорний пішак · d5 чорний пішак · f5 чорний пішак · g5 білий пішак · d4 чорний король · f4 білий кінь · a3 білий пішак · b3 білий пішак · c3 біла тура · d3 білий пішак · h3 біла тура · a2 чорна тура · b2 чорний пішак · e2 білий ферзь · f2 білий пішак · h2 білий слон · a1 чорний кінь · b1 білий слон · d1 білий король | 1 |
|   | a | b | c | d | e | f | g | h |   |

FEN: 4qr2/1N3p2/1p6/3p1pP1/3k1N2/PPRP3R/rp2QP1B/nB1K4
1. ... Kxc3 2. d4+ Kxd4 3. Rd3#
1. Rh4! ~ 2. Qe7! ~ 3. Se2#
          2. ... Kxc3 3. Qb4#
1. ... Qe6! 2. Qe5+!! Kxe5 3. Sg6#
          2. ... Qxe5 3. Se2#
1. ... Qe5! 2. Qe4!! de 3. Rc4#
1. ... Qe4! 2. Qe3!! Kxc3 3. de#
- — - — - — -
1. ... Kxc3 2. Qd2+ Kxb3 3. Qb4#